# Lana Turner
Lana Turner (født 8. februar 1921, død 29. juni 1995) var en amerikansk skuespiller, der er kendt især for roller i film som Postbudet ringer altid to gange, Illusionernes by og Lad andre kun dømme.
Lana Turner blev opdaget af filmselskabet MGM allerede som sekstenårig og havde i begyndelsen af sin karriere roller som uskyldsrene unge kvinder. Men snart fik hun rollen som femme fatale i Postbudet ringer altid to gange i 1946, og hun blev en af 1950'ernes populære amerikanske kvindelige filmskuespillere, hvor hun blandt andet blev nomineret til en Oscar for sin rolle i filmen Når man er ung fra 1957. Fra begyndelsen af 1960'erne dalede hendes stjerne dog, og rollerne blev færre. Hun slog sig efterhånden på tv-optrædener og genvandt noget af sin popularitet via en rolle i den populære tv-serie Falcon Crest i begyndelsen af 1980'erne.
Turners privatliv var ret turbulent med mange elskere, og hun var gift otte gange, heraf to gange med restauratøren Josef Crane, med hvem hun fik datteren Cheryl Crane (hendes eneste barn). I 1958 blev hun involveret i et dødsfald, da hendes elsker, Johnny Stompanato, blev fundet død som følge af knivstik i Turners hus i Beverly Hills. Dødsfaldet blev tilskrevet den fjortenårige datter Cheryl, der overværede et voldsomt skænderi mellem Turner og Stompanato og sandsynligvis frygtede for moderens liv, hvorfor hun søgte at forsvare hende med en køkkenkniv. Under de efterfølgende tumulter blev Stompanato ramt og forblødte. Cheryl Crane blev efterfølgende tilskrevet drabet, men blev ikke dømt herfor, da handlingen af retten blev opfattet som selvforsvar.
Hun er repræsenteret med en stjerne på Hollywood Walk of Fame.

## Filmografi
Følgende er et udvalg af de film, Lana Turner medvirkede i.
- Justitsmord (1937)
- Andy Hardy forelsker sig (1938)
- Dr. Jekyll og Mr. Hyde (1941)
- Weekend på Waldorf (1945)
- Postbudet ringer altid to gange (1946)
- De tre musketerer (1948)
- Illusionernes by (1952)
- Når man er ung (1957)
- Lad andre kun dømme (1959)
- Ungkarl i Paradis (1961)